# Eudactylina pollex
Az Eudactylina pollex az állkapcsilábas rákok (Maxillopoda) osztályának a Siphonostomatoida rendjébe, ezen belül az Eudactylinidae családjába tartozó faj.

## Tudnivalók
Az Eudactylina pollex nevű evezőlábú rák a nagy pörölycápa (Sphyrna mokarran) számos élősködőjének egyike.